# Provinz Iténez
Iténez ist eine Provinz im östlichen Teil des Departamento Beni im südamerikanischen Anden-Staat Bolivien.

## Lage
Die Provinz ist eine von acht Provinzen im Departamento Beni. Sie grenzt im Westen an die Provinz Mamoré, im Südwesten an die Provinz Cercado, im Südosten an das Departamento Santa Cruz, und im Osten und Norden an die Republik Brasilien.
Die Provinz erstreckt sich etwa zwischen 12° 25' und 14° 15' südlicher Breite und 61° 30' und 64° 25' westlicher Länge, ihre Ausdehnung von Westen nach Osten beträgt bis zu 390 Kilometer, von Norden nach Süden 260 Kilometer.

## Bevölkerung
Die Einwohnerzahl der Provinz Iténez ist in den vergangenen drei Jahrzehnten um fast die Hälfte angestiegen:
| Jahr | Einwohner | Quelle       |
| ---- | --------- | ------------ |
| 1992 | 16,300    | Volkszählung |
| 2001 | 18.878    | Volkszählung |
| 2012 | 21.453    | Volkszählung |
| 2024 | 23.961    | Volkszählung |

50,7 Prozent der Bevölkerung sind jünger als 15 Jahre, der Alphabetisierungsgrad in der Provinz beträgt 86,0 Prozent. (2001)
99,6 Prozent der Bevölkerung sprechen Spanisch, 0,4 Prozent Quechua, 0,3 Prozent Aymara, und 2,6 Prozent andere indigene Sprachen. (1992)
69,4 Prozent der Bevölkerung haben keinen Zugang zu Elektrizität, 32,7 Prozent leben ohne sanitäre Einrichtung. (1992)
86,3 Prozent der Einwohner sind katholisch, 12,3 Prozent sind evangelisch. (1992)

## Gliederung
Die Provinz Iténez gliederte sich bei der Volkszählung von 2024 in die folgenden drei Verwaltungsbezirke (bolivianisch „Municipios“):
- 08-0801 Municipio Magdalena (14.156 km²) im nordwestlichen Teil der Provinz – 12.769 Einwohner – 0,9 Einwohner/km²
- 08-0802 Municipio Baures (21.684 km²) im östlichen Teil der Provinz – 6.564 Einwohner – 0,3 Einwohner/km²
- 08-0803 Municipio Huacaraje (5.446 km²) im südwestlichen Teil der Provinz – 4.628 Einwohner – 0,8 Einwohner/km²

## Ortschaften in der Provinz Iténez
- Municipio Magdalena
  - Magdalena 5516 Einw. – Bella Vista 2440 Einw. – Orobayaya 536 Einw. – San Borja 240 Einw. – Versalles 142 Einw.

- Municipio Baures
  - Baures 2127 Einw. – Remanso 851 Einw. – Cerro San Simón 453 Einw. – Puerto Villazón 213 Einw. – Mateguá 122 Einw.

- Municipio Huacaraje
  - Huacaraje 2053 Einw. – El Carmen 1059 Einw.